# Video Games Chronicle
Video Games Chronicle (VGC) ist eine britische Videospiel-Website, die unabhängig von 1981 Media betrieben wird. Das von Chefredakteur Andy Robinson geleitete Team besteht größtenteils aus ehemaligen Mitarbeitern von Computer and Video Games. VGC wurde im Mai 2019 in Partnerschaft mit Gamer Network gestartet und wollte professionelle und Mainstream-Publikationen miteinander verbinden, um die Arbeit anderer Videospiel-Websites zu ergänzen. Die Website hatte im Dezember 2020 fünf Millionen monatliche Leser und sieben Millionen Seitenaufrufe und wurde zweimal für die Medienmarke des Jahres bei den MCV/Develop Awards nominiert.